# Robinsonia formula
Robinsonia formula là một loài bướm đêm thuộc phân họ Arctiinae, họ Erebidae.